# Kolahfarangis citadell

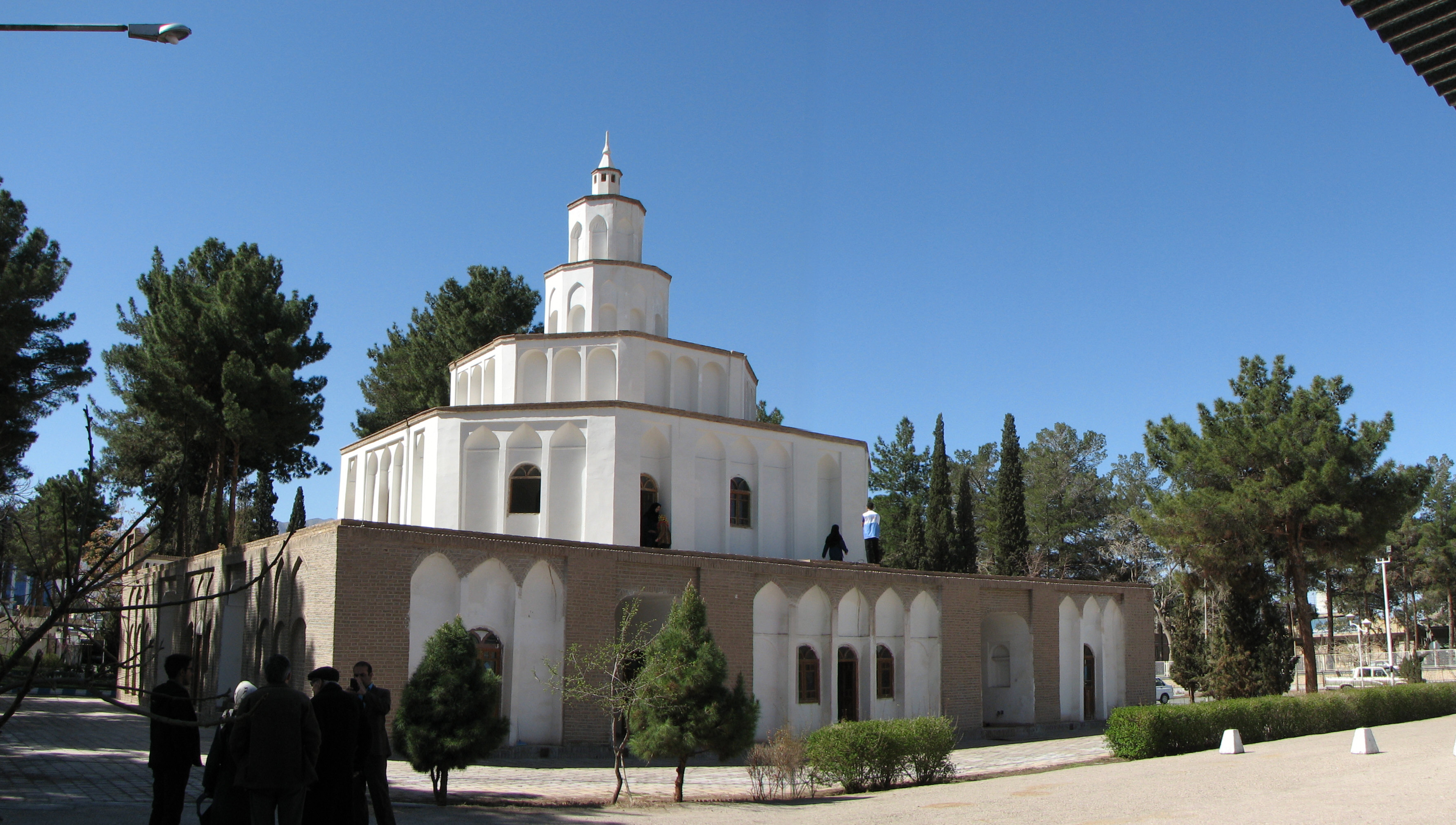
Kolahfarangis citadell.

Kolahfarangis citadell (persiska: ارگ کلاه‌فرنگی) i staden Birjands stadskärna i provinsen Sydkhorasan i Iran är ett historiskt monument, som en gång i tiden varit ett regeringssäte och som dateras till slutet av zanddynastins tid och början av qajarernas tid.

## Bilder

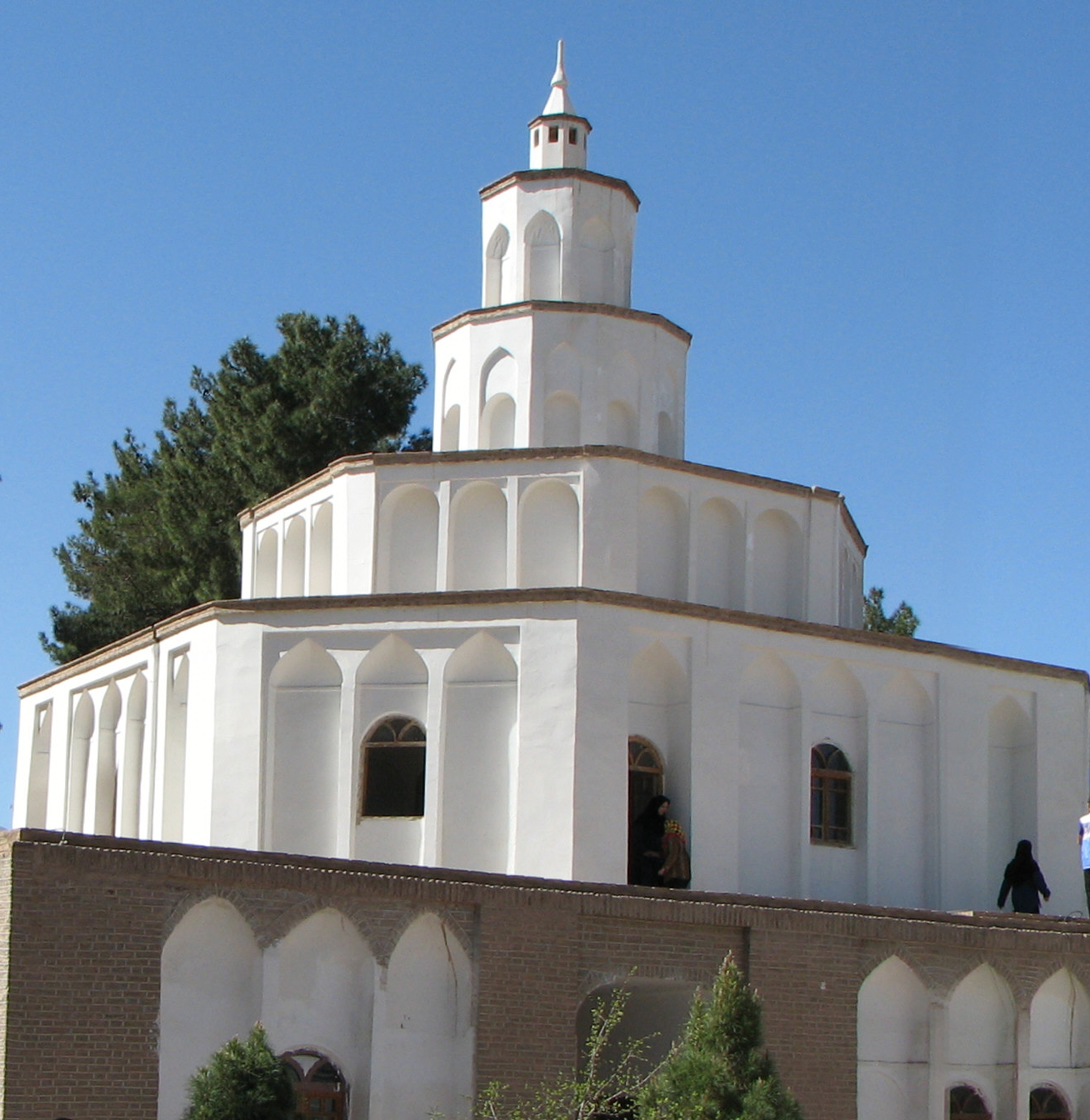
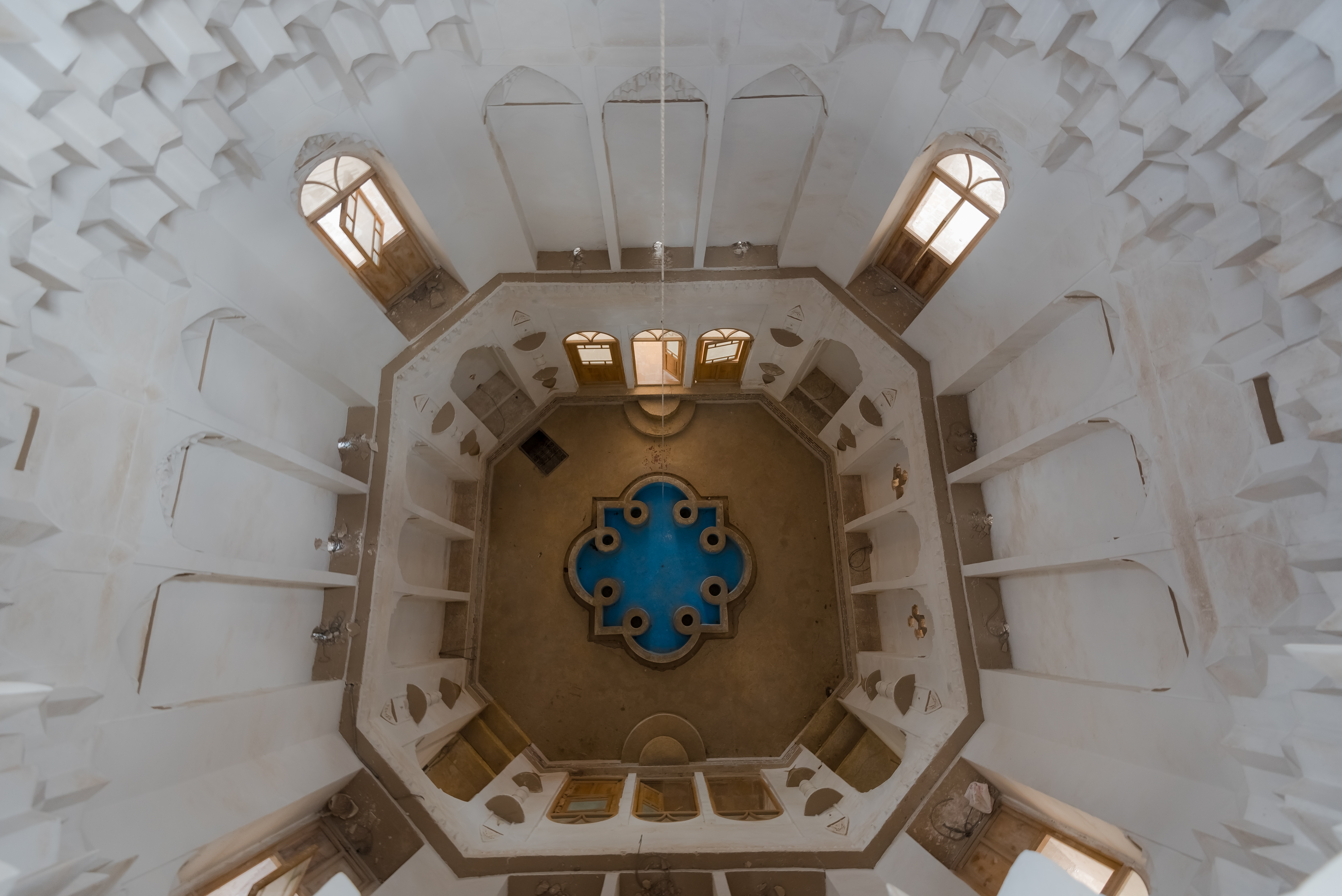